# Malahorna
Malahorna je v jedru gručasto naselje južno od Oplotnice, ki leži na robu rodovitne peščeno-ilovnate ravnine Oplotniškega polja, med potokoma Oplotniščico in Gračnico, nedaleč od njunega sotočja. Skozi naselje poteka cesta Slovenske Konjice-Oplotnica. Zahodno od njega se dviga Brinjeva gora (631 m), južno pa razgledna gotska cerkev sv. Barbare na istimenskem griču (428 m), pod katero  je zaselek Lašek. Naselje se prvič omenja že leta 1165.